# Hosea Ballou
Hosea Ballou (Richmond, Nova Hampshire, 30 de abril de 1771 – Boston, 7 de junho de 1852) foi um clérigo universalista e teólogo americano. Foi chamado de um dos pais do universalismo cristão americano.

## Vida e carreira

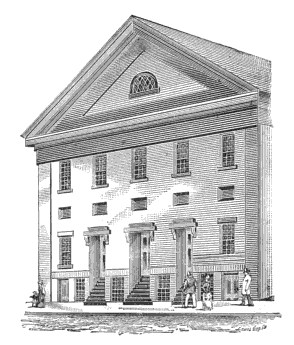
Segunda Igreja Universalista, School Street, Boston; construída em 1817.

Hosea Ballou era filho de Maturin Ballou, um ministro batista. Foi autodidata e se dedicou ainda muito jovem ao ministério. Em 1789 se converteu ao universalismo e em 1794 tornou-se pastor de uma congregação em Dana, Massachusetts.
Ballou pregou em Barnard, Vermont e em cidades vizinhas de 1801 até 1807; em Portsmouth, Nova Hampshire de 1807 até 1815; em Salem, Massachusetts, de 1815 até 1817; e, como pastor da Segunda Igreja Universalista de Boston, de dezembro de 1817 até a sua morte.
Ele fundou e editou The Universalist Magazine (1819, mais tarde chamada The Trumpet) e The Universalist Expositor (1831 - mais tarde The Universalist Quarterly Review), e escreveu cerca de 10 mil sermões, bem como muitos hinos, ensaios e trabalhos teológicos polêmicos. É mais conhecido por Notes on the Parables (1804), A Treatise on Atonement (1805) e Examination of the Doctrine of a Future Retribution (1834). Essas obras o marcam como o principal expositor americano do universalismo.
Ballou casou-se com Ruth Washburn; entre seus filhos está Maturin Murray Ballou. Ele é o tio-avô de Hosea Ballou II, o primeiro presidente da Universidade Tufts.

## Crenças
Ballou foi chamado de "pai do universalismo americano", juntamente com John Murray, que fundou a primeira igreja universalista na América. Ballou, às vezes chamado de "Ultra Universalista", diferiu de Murray, na medida em que despojou o universalismo de todos os vestígios do calvinismo e se opôs ao legalismo e às opiniões trinitárias.
Ballou também pregava que aquelas formas de cristianismo que enfatizavam Deus como colérico, por sua vez endureciam os corações de seus fiéis:

"É bem conhecido, e será reconhecido por cada pessoa sincera, que o coração humano é capaz de tornar-se macio ou duro; amável ou cruel; misericordioso ou impiedoso, por educação e por hábito. Com este princípio, afirmamos que os tormentos infernais que a falsa religião colocou no mundo futuro e que os ministros têm, com um zelo transbordante, tão constantemente apresentado às pessoas e instados com toda a sua aprendizagem e eloquência, tenderam a endurecer os corações dos professores desta religião, que exerceram, em relação a seus semelhantes, um espírito de inimizade, que muito bem corresponde à implacável crueldade de sua doutrina e à ira que eles imaginaram existir em nosso Pai celestial. Por terem tal exemplo constantemente diante de seus olhos, eles se tornaram tão transformados em sua imagem, que, sempre que tiveram o poder, eles realmente executaram uma vingança contra homens e mulheres, o que evidenciava que a crueldade de sua doutrina havia superado a bondade nativa e a compaixão do coração humano."